# Hygieia
Hygieia er den græske gudinde for sundhed. Ordet hygiejne kommer af hendes navn.
Hun var datter af Æskulap, guden for lægevidenskab.